# Johan Nikles
Johan Nikles (* 23. März 1997 in Genf) ist ein Schweizer Tennisspieler.

## Karriere
Nikles begann mit sieben Jahren das Tennisspielen. Zwischen 2012 und 2015 spielte er auf der Junior Tour. Im Jahr 2015 nahm er auf dieser an allen Grand-Slam-Turnieren teil. Im Einzel erreichte er in Wimbledon die dritte Runde, während er bei den anderen dreien an der Auftakthürde scheiterte. Im Doppel ist ausserdem das Erreichen des Viertelfinals bei den French Open erwähnenswert. Sein bestes kombiniertes Ranking (Rang 26) datiert auf den 5. Januar 2015.
Auf der Profi-Tour spielt der Schweizer seit 2013, dort fast ausschliesslich auf der ITF Future Tour. 2014 und 2015 erreichte er auf dieser jeweils einen Halbfinal.
2016 gewann er schliesslich seinen ersten Future-Titel in Sitten. Des Weiteren trat er bei den J. Safra Sarasin Swiss Open Gstaad durch eine Wildcard erstmals auf der ATP World Tour in Erscheinung. Dort verlor er in der Auftaktrunde gegen Michail Juschny mit 3:6, 2:6. Sein bislang erfolgreichstes Jahr 2021 beendete er auf Rang 354 der Weltrangliste.